# Guindrecourt-sur-Blaise
 Guindrecourt-sur-Blaise  es una población y comuna francesa, en la región de Champaña-Ardenas, departamento de Alto Marne, en el distrito de Chaumont y cantón de Vignory.

## Demografía
| 56 | 67 | 55 | 40 | 32 | 31 |
| Para los censos de 1962 a 1999 la población legal corresponde a la población sin duplicidades (Fuente: INSEE [Consultar]) |    |    |    |    |    |